# Округ Охајо (Кентаки)
Охајо (енгл. Ohio County) је округ у америчкој савезној држави Кентаки.

## Демографија
По попису из 2010. године број становника је 23.842, што је 926 (4,0%) становника више него 2000. године.
| Група             | 2000.          | 2010.          |
| Белци             | 22.276 (97,2%) | 22.531 (94,5%) |
| Афроамериканци    | 171 (0,7%)     | 196 (0,8%)     |
| Азијати           | 46 (0,2%)      | 51 (0,2%)      |
| Хиспаноамериканци | 231 (1,0%)     | 844 (3,5%)     |
| Укупно            | 22.916         | 23.842         |